# Heaven's Basement
Heaven's Basement — британська хард-рок група, утворена в 2008 році в Манчестері, що заключила контракт із Red Bull Records. В даний час членами є:
- Аарон Бьюкенен (вокал)
- Сід Гловер (гітара, бек-вокал)
- Роб Еллершоу (бас)
- Кріс Ріверс (ударні).

Їх дебютний альбом, Filthy Empire, був випущений 4 лютого 2013 у Великій Британії і 5 лютого 2013 США вони випустили свій перший сингл, «Fire, Fire», у вересні 2012 року. Сингл посів 12 місце на U.S. Active Rock chart.

## Історія

### Heaven's Basement EP (2008—2010)
Heaven's Basement хард-рок група з Великої Британії, яка славиться важкими графіками гастролей і дуже енергійними живими виступами. Група вперше зіграла в Кеттерінг на Sawyers venue у квітні 2008 року після кількох місяців записування пісень у студії. З тих пір, Heaven's Basement об'їхали Європу так само, як і Papa Roach, Buckcherry, Bon Jovi, Theory of a Deadman, Shinedown, Blind Melon, Hardcore Superstar, Tesla, Madina Lake, D-A-D, Thunder, Black Stone Cherry, Halestorm, D'espairsray та Black Veil Brides, а також грає на багатьох фестивалях, таких як Bloodstock Open Air, Hard Rock Hell, Download Festival та Sonisphere.

Вони були запрошені, щоб відкрити для Bon Jovi на Manchester show їхнього туру на City of Manchester Stadium перед аудиторією близько 50000 чоловік. В кінці літа група випустила свій однойменний EP який був записаний в студії Sandhills в Ліверпулі. Залишок літа було витрачено з групою, що грає в невеликих клубах і пабах по усій Великій Британії, щоб збільшити кількість фанів. Вони закінчили 2008 рік туром по Великій Британії за підтримки товаришів — групи Wired Desire. Heaven's Basement почали 2009 рік з їх європейського тура в лютому/березні, який включав виступи в Бельгії, Голландії, Німеччини та Швейцарії.

### Unbreakable EP (2011)
У четвер 17 лютого 2011 Heaven's Basement заявили, що Джонні Рокер, який був вокалістом, ритм-гітаристом, залишив групу. У той же день, нова пісня «Unbreakable» була випущена, яке показала назву наступного альбому. Unbreakable EP був випущений 5 травня в першій виставці групи туру по Великій Британії, а пізніше випущений на ITunes. У травні по червень, група гастролювала по усій Великій Британії.

Heaven's Basement після досить успішного туру по Великій Британії їм було запропановано виступити на Download і Sonisphere Festival, а також на High Voltage festival у Лондоні поряд з подібними Judas Priest, Dream Theatre і Slash.

### Filthy Empire (2012-зараз)
У вересні 2012 року група випустила сингл з їхнього дебютного альбому Filthy Empire під назвою 'Fire, Fire'. Потім вони зробили повний тур по Великій Британії і Європейський тур із Seether в листопаді 2012 року і завершили 2012 рік із шоу в Camden Barfly (Лондон 18 грудня 2012 року). Група повернулася, щоб виступити на Carolina Rebellion і Rock on The Range протягом весни і літа 2013 року. У них були деякі шоу із Buckcherry, перш ніж повернутися до Великої Британії для їх заголовок запустити в липні. Група зараз перебуває на гастролях у США і Канаді із The Pretty Reckless. Вони закрити рік у Великій Британії та Європі з Black Veil Brides. Вони планують виконання на всій території Австралії в рамках фестивалю Soundwave 2014.

Filthy Empire, дебютний повноформатний альбом, був випущений 4 лютого 2013 за відгуками в тому числі відмінні від KKKK від Kerrang і увійшли до BBC Rock Album Chart at № 9 у Великій Британії. Цей альбом включає в себе сингли и 'Fire, Fire', «Nothing Left to Lose» і «I Am Electric», кожен з яких мають відповідні кліпи. 'Fire, Fire' посів 12 місце на U.S. Active Rock chart.

## Учасники

### Нинішні
- Сід Гловер — гітара; бек-вокал (2008 — теперішній час)
- Кріс Ріверс — ударні (2008 — теперішній час)
- Роб 'Bones' Ellershaw — бас-гітара; бек-вокал (2009 — теперішній час)
- Аарон Бьюкенен — вокал (2011 — теперішній час)

### Колишні
- Річі Хеванз — вокал (2008—2010)
- Джонні Рокер — ритм-гітара, бек-вокал (2008—2011)
- Роб Ренделл — бас-гітара (2008—2009)